# Karen Blixen Museum (Nairobi)
Das Karen Blixen Museum in Nairobi gehört zu den Nationalmuseen in Kenia. Die Ausstellung befindet sich im ehemaligen Wohnhaus der dänischen Schriftstellerin Karen Blixen. Das Haus, Mbogani genannt, befindet sich in Karen, einem Vorort von Nairobi, am Fuß der Ngong-Berge.
Mbogani wurde 1912 von Åke Sjögren erbaut und 1917 von Bror von Blixen-Finecke erworben, im selben Jahr zog Blixen-Finecke mit seiner Frau dort ein. Nach dem Ende ihrer Ehe lebte Karen Blixen dort mit Denys Finch Hatton. 1931 verkaufte Karen Blixen das Haus und ging nach Dänemark zurück. 1963 erwarb die dänische Regierung das Haus und verkaufte es im gleichen Jahr weiter an die Nationalmuseen in Kenia. Drei Jahre später eröffnete eine Hauswirtschaftsschule auf dem Gelände, Mbogani diente dabei dem Schuldirektor als Wohnung. In den 1980ern begann ein dänisches Gremium, das Farmhaus in ein Museum umzubauen.
Die Filmproduktionsgesellschaft Universal Films, die Karen Blixens Buch Jenseits von Afrika verfilmt hatte, spendete 5000 US-Dollar für die Renovierung. Es gelang, Teile der Originaleinrichtung des Farmhauses zu erwerben und das Haus damit einzurichten.

## Das Museum
Im Karen Blixen Museum werden Möbelstücke und Fotografien von Karen Blixen gezeigt. Die Räume, auch die in einem separaten Gebäude untergebrachte Küche, wurden renoviert und im Stil der damaligen Zeit wiederhergestellt. Weiterhin wird dort die von Harald Isenstein angefertigte Bronzebüste Karens Blixens ausgestellt. 